# Vila Universitaria
La Vila Universitaria (en catalán Vila Universitària) es la residencia de la Universidad Autónoma de Barcelona, situada en Bellaterra y que cuenta con 800 apartamentos distribuidos en dos bloques y 2200 estudiantes.

## Historia
La Vila se fundó en 1992, Vila Universitaria se inauguró el curso 1992-93, tras acoger una parte del personal de los Juegos Olímpicos de Barcelona 1992. Es el conjunto residencial más grande de toda España en un campus universitario, con 811 apartamentos y 2.324 camas.
En septiembre de 2021, un macro botellón dejó una agresión sexual en la Vila.

### Vila 1
Nació en 1992 con una capacidad de 594 apartamentos y 1.890 plazas.

### Vila 2
En 2008 se construyó el edificio Vila 2, un nuevo concepto de vivienda dirigido a estudiantes de tercer ciclo y profesores visitantes, con 217 apartamentos dobles y un capacidad para 434 personas.

## Instalaciones
La Vila Universitaria cuenta con dos bares, el Frankfurt de La Vila (desde 1992) y el Cau. Cuenta con un hotel, una lavandería, un bazar, unas micro instalaciones de la UAB, un campo de fútbol, una piscina, el Servicio de Actividad Física, una pista de voleibol y mesas de ping-pong. También cuenta con varias salas de estudio para los estudiantes.